# Maro Itoje
Maro Itoje (Londres, 28 de octubre de 1994) es un jugador inglés de rugby de ascendencia nigeriana que se desempeña como segunda línea o flanker que juega para el club Saracens de la Premiership Rugby. 

## Inicios e infancia
Durante su época escolar pasó por diferentes colegios donde practicó varios deportes como fueron el baloncesto, fútbol, rugby o el atletismo llegando a representar a Inglaterra en lanzamiento de peso en categoría sub-17. Actualmente está estudiando ciencias políticas en la escuela de estudios orientales y africanos de Bloomsbury (Londres).

## Carrera

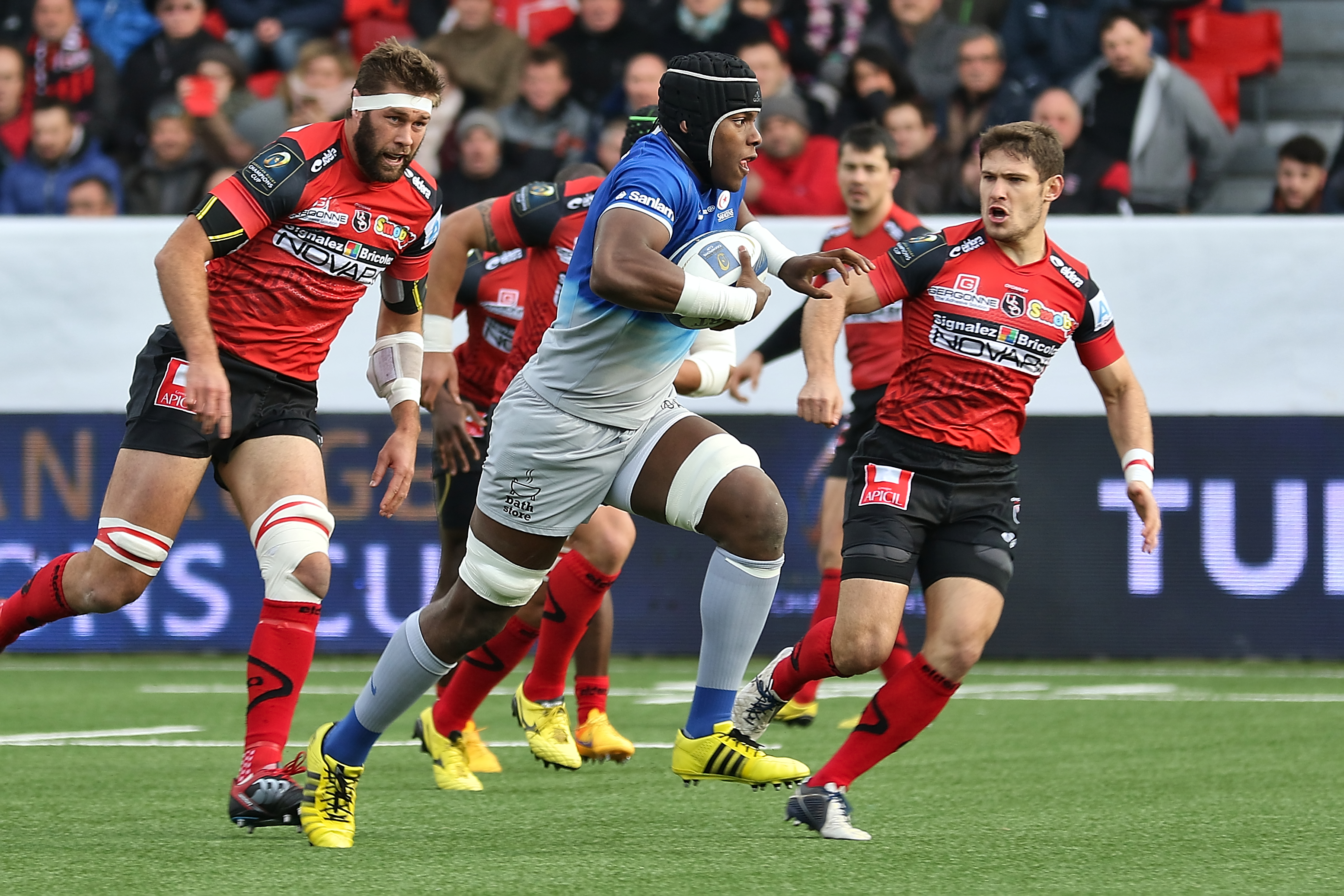
Itoje jugando para Saracens.

Comienza su carrera profesional en la temporada 2013-14 a la edad de 19 años enfrentándose a Cardiff Blues en la Anglo-Welsh Cup. Su debut oficial en la Aviva Premiership fue el 10 de mayo de 2014 cuando entró en la formación titular para enfrentarse a Leicester Tigers en un partido que perdieron por 31-27. En la temporada siguiente ya consigue hacerse un hueco en el equipo, llegando a jugar un total de 24 partidos durante el año, llegando a conseguir el título de liga en la final que les enfrentó Bath Rugby.  En 2016 es un año repleto de éxitos ya que conseguiría el doblete conquistando la liga frente a Exeter Chiefs  y la copa de Europa ante Racing Métro 92 por un marcador de 21-9 donde además fue nombrado mejor jugador de la final. En la temporada siguiente la racha de éxitos continua con la conquista de la European Rugby Champions Cup ante ASM Clermont Auvergne con el marcador de 28-17. 

## Selección nacional
Itoje en categorías inferiores jugó para Inglaterra sub-18 y fue el capitán del equipo de Inglaterra Sub-20 en la temporada 2013-14, donde fue capaz de anotar un try en cada partido del Seis Naciones Sub-20 siendo elegido mejor jugador del torneo.
Itoje hace su primera aparición en el XV de la rosa el 14 de febrero de 2016 en el Torneo de las Seis Naciones 2015 en el partido que enfrentó a Inglaterra contra Italia en el estadio Estadio Flaminio de Roma en un partido que ganaron los de la rosa por 9-40. 
Itoje recibió su primera convocatoria para la alta Inglaterra escuadra por el nuevo entrenador Eddie Jones el 13 de enero de 2016 al Campeonato 2016 de las Seis Naciones. Más tarde se pasó a hacer su debut en el primer equipo contra Italia y fue nombrado mejor jugador del partido por su actuación en la victoria ante Gales el 12 de marzo de 2016. Ese mismo año logran ganar el Torneo de las Seis Naciones 2016 completando además el Grand Slam. En 2016 tras la llegada del seleccionador Eddy Jones se proclamaron campeones del seis naciones incluyendo el Gran Slam. En 2017 mantuvieron la racha de victorias que les hizo llevar hasta el récord de los All Black con 18 consecutivas, dando lugar a la consecución del Torneo de las Seis Naciones 2017, pero en la última jornada perdieron ante Irlanda perdiendo la posibilidad de alzarse con el Gran Slam. 
Fue seleccionado por Eddie Jones para formar parte del XV de la Rosa en la Copa Mundial de Rugby de 2019 en Japón donde lograron vencer en semifinales, en el que fue el mejor partido del torneo, a los All Blacks que defendían el título de campeón, por el marcador de 19-7. Sin embargo, no pudieron vencer en la final a Sudáfrica perdiendo por el marcador de 32-12.

#### Participaciones en Copas del Mundo
| Mundial                       | Sede    | Resultado  | PJ | Tries |
| ----------------------------- | ------- | ---------- | -- | ----- |
| Copa Mundial de Rugby de 2019 | Japón   | Subcampeón | 5  | 0     |
| Copa Mundial de Rugby de 2023 | Francia | 3er Puesto | 6  | 0     |

## Palmarés y distinciones notables
- Premiership Rugby: 2014-15,[10] 2015-16,[11] 2017-18, 2018-19, 2022-23
- Campeón Champions Cup 2015-2016 (Saracens)[12]
- Campeón Champions Cup 2016-2017 (Saracens)[13]
- Campeón Seis Naciones 2016 con Gran Slam (Inglaterra)
- Campeón Seis Naciones 2017 (Inglaterra)
- Mejor jugador de Europa 2016[14]
- Seleccionado por los British and Irish Lions para la gira de 2017 en Nueva Zelanda[15]
- Seleccionado por los British and Irish Lions para la gira de 2021 en Sudáfrica [16]

- Nominado a mejor jugador de rugby del año en 2017